# Jiří Drahoš

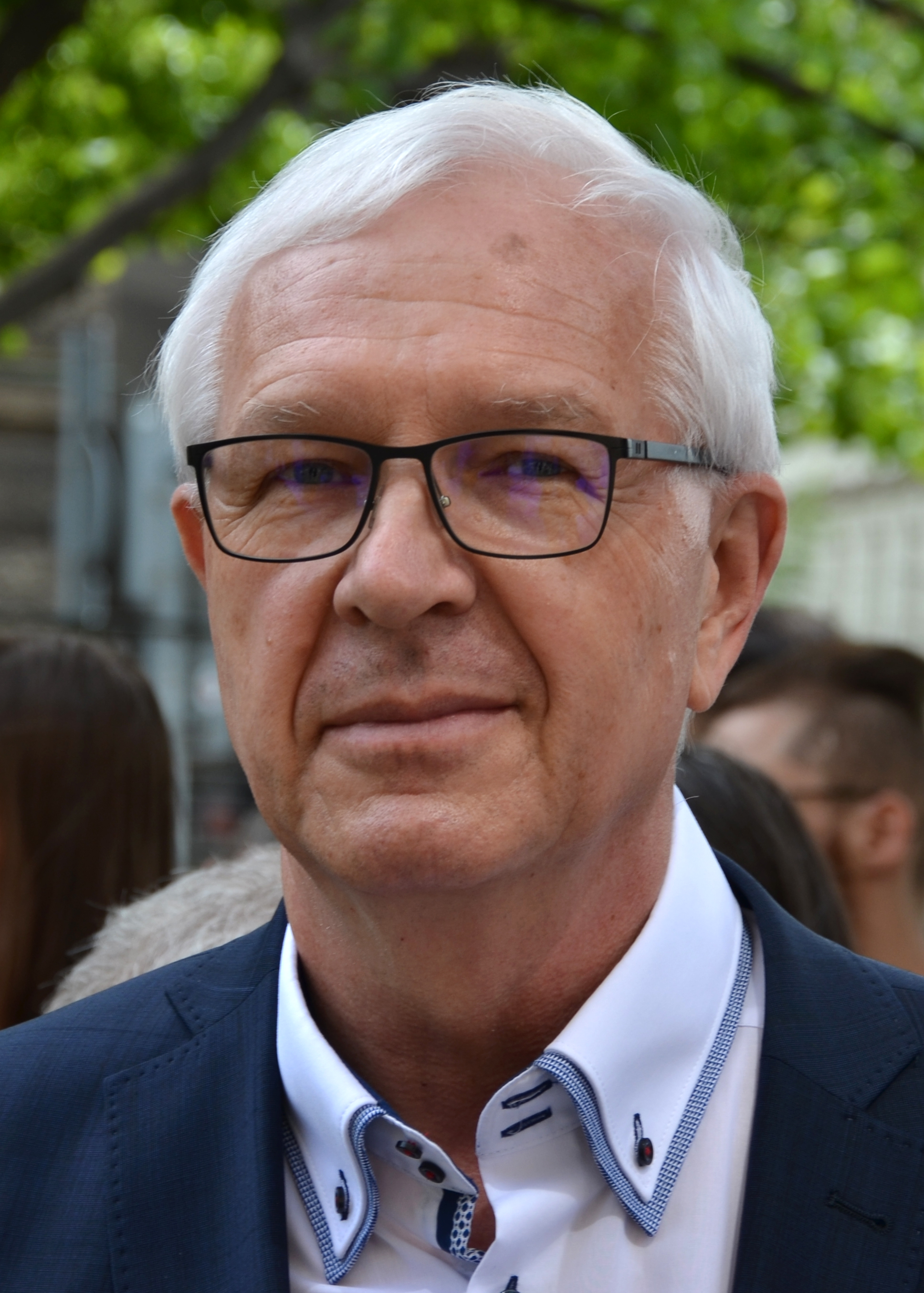
Jiří Drahoš (2017)

Jiří Drahoš (Český Těšín, 20 februari 1949) is een Tsjechische fysische chemicus en politicus die van 2009 tot 2017 president van de Tsjechische Academie van Wetenschappen was.
In maart 2017 maakte Drahoš zijn kandidatuur bekend voor het Tsjechische presidentschap bij de verkiezingen van 2018. Hij eindigde als tweede in de eerste verkiezingsronde met 26,6% en stond tegenover Miloš Zeman in de tweede ronde. Deze verloor hij nipt van zijn tegenstander, waardoor Zeman zichzelf opvolgde als Tsjechisch president. Drahoš draait op een gematigd centristrisch platform en is over het algemeen pro-Europees en ondersteunend voor de NAVO en het Atlanticisme.